# ژان دونو دو ویزه
ژان دونو دو ویزه (به فرانسوی: Jean Donneau de Visé) نویسنده، روزنامه‌نگار قرن هفدهم میلادی اهل فرانسه است.